# Unione Progressista Nazionale di Centro
L'Unione Progressista Nazionale di Centro (in greco:  Εθνική Προοδευτική Ένωση Κέντρου - ΕΠΕΚ, trasl. Ethniki Proodeftiki Enosis Kentrou - EPEK) è stato un partito politico greco di orientamento social-liberale affermatosi nel 1950 su iniziativa di Nikolaos Plastiras.
Plastiras era un militare di simpatie venizeliste e legato alla seconda repubblica ellenica, motivo per cui era malvisto negli ambienti monarchici, e nella stessa famiglia reale. Nonostante questo, la debolezza della destra greca all'inizio degli anni '50 permise ai partiti di centro di coalizzarsi ed ottenere il potere. L'EPEK formò dopo le elezioni del 1950 un'alleanza coi radicali di Georgios Papandreou e coi liberali di Sofoklīs Venizelos. I numerosi e brevi governi da loro sostenuti, resi instabili dalla disputa per il potere tra l'EPEK ed il KF, introdussero il suffragio femminile, e modificarono la legge che regolava la successione al trono greco.
L'incapacità dei governi centristi di garantire la stabilità politica, ed i loro scarsi risultati economici favorirono l'ascesa del Raggruppamento Ellenico del generale Papagos, mentre la morte nel 1953 di Plastiras mise in crisi il partito, che divenne negli anni successivi una forza di opposizione minore.
Nonostante l'EPEK fosse un partito di tendenza essenzialmente centrista, riuscì nei primi anni a raccogliere il consenso di molti elettori di sinistra.
Nel 1961 dette vita all'Unione di Centro.

## Risultati
| Elezione          | Voti      | %     | Seggi    |
| ----------------- | --------- | ----- | -------- |
| Parlamentari 1951 | 401.379   | 23,47 | 74 / 258 |
| Parlamentari 1952 | 544.834   | 34,23 | 31 / 300 |
| Parlamentari 1956 | 1.620.007 | 48,15 | 16 / 300 |
| Parlamentari 1958 | 408.787   | 10,62 | 10 / 300 |
| 1. 2. 3.          |           |       |          |